# Пеги Сју се удала
Пеги Сју се удала је америчка фантастична комедија-драма из 1986. редитеља Франсиса Форда Кополе са Кетлин Тарнер као женом на ивици развода, која се враћа у дане своје последње године средње школе 1960. године.
Филм је био успешан на благајнама и добио је позитивне критике критичара. Била је номинована за три Оскара: најбољу глумицу (Тарнер), најбољу кинематографију и најбољу костимографију.
Наслов филма и име главног лика односе се на истоимену песму Бадија Холија из 1959. године, која се пушта преко уводних шпица филма.

## Радња
Године 1985. Пеги Сју Бодел присуствује свом 25-годишњем окупљању у средњој школи, у пратњи своје ћерке Бет, уместо свог мужа Чарлија, који је био њена љубав из средњошколских дана. Она и Чарли су се венчали одмах након дипломирања када је Пеги Сју затруднела, али су се недавно раздвојили због Чарлијевог неверства.
На окупљању, Пеги се поново повезује са својим старим девојкама из средње школе, Меди и Керол. Она игнорише Чарлија када он неочекивано стигне. Водитељ затим најављује „краља и краљицу“ поновног окупљања: Ричарда Норвика, бившег штребера који је сада милијардер, проналазач, и Пеги Сју. Пренеражена, пада у несвест на сцени док је крунисана.
Пеги Сју се буди, само што је сада 1960, њена завршна година средње школе. Збуњена и дезоријентисана, она одлучује да оде кући својим родитељима и понаша се као да је све нормално. У нади да Ричард Норвик може да расветли њену ситуацију, она се спријатељи с њим и исприча шта се догодило. Он не верује њеној причи све док Пеги Сју не почне да износи детаље о будућности. Касније одлучује да раскине са Чарлијем. Међутим, она жели да спава са њим после забаве, али он се успаничи и подсети је да га је одбила претходног викенда. Он је води кући, али уместо да уђе унутра, она одлази у целоноћни кафић где види колегу Мајкла Фицимонса, уметничког усамљеника са којим је одувек желела да је спавала. Док седе и разговарају, Пеги Сју сазнаје да имају много тога заједничког. Одлазе на његовом мотоциклу и касније имају секс под звездама.
Следеће ноћи у музичком бару, Мајкл жели да Пеги оде у Јуту са њим и још једном женом на полигамну везу у којој га две жене подржавају док пише. Она одбија, говорећи му да искористи њихову заједничку ноћ као инспирацију за своје писање. Чарли случајно пева за шанком, и она види да у њему има више него што је схватила. Чарли силази са бине и разговара са музичким агентом који је ту да га процени, али није импресиониран.
Следећег дана, Пеги Сју покушава да разговара са Чарлијем, али он насрће, узнемирен због тога што није успео да обезбеди уговор за снимање. Она одлази да се поздрави са Ричардом, наводећи да жели да престане да уништава свој живот и све око себе, посебно Чарли, јер је разлог зашто је престао да пева зато што је она затруднела. Ричард запроси, али она га одбија, не желећи да се ожени тако млад или да му угрози будућност. Пеги Сју посећује баку и деду на свој 18. рођендан. Сазнавши да је њена бака видовњакиња, исприча им своју причу. Њен деда је води у своју масонску ложу, где чланови изводе ритуал да је врате у 1985. Чарли улази у ложу и — када се светла угасе — покупи се и истрчава са Пеги Сју, остављајући све унутра да верују да је ритуал успео.
Чарли јој каже да је одустао од певања и да је добио 10% породичног посла. Затим је запроси и даје јој медаљон који је носила на почетку филма. Погледа унутра и види слике беба на којима су себе и Чарли, које личе на њихову децу. Пеги Сју схвата да се воле. Имају секс, доказујући да би она поново донела исте изборе.
Пеги Сју се буди у болници 1985. са Чарлијем поред ње. Дубоко се каје због неверства и жели је назад. Пеги Сју и Чарли се помире.
Мајкл је написао књигу посвећену Пеги и звезданој ноћи, што указује да је Пеги вероватно путовала у прошлост.

## Глумци
- Кетлин Тарнер
- Николас Кејџ
- Кетрин Хикс
- Џоан Ален
- Џим Кери
- Софија Копола
- Хелен Хант [1]

## Продукција

### Развој
У филму је првобитно требало да глуми Дебра Вингер, а режирао га је Џонатан Деми. Имали су креативне разлике и Демме је напустила пројекат, да би је заменила Пени Маршал, која ће имати свој деби као редитељ. Тада је Маршал имала креативне разлике са писцима и напустио пројекат. Вингер је тада дао отказ због лојалности Маршаловој.
Растар, продуцентска кућа, понудила је филм Френсису Форду Кополи, у нади да ће привући Вингера да се врати у пројекат. На крају, Кетлин Тарнер је постала звезда. Двојица Кополиних рођака су такође глумила у филму: његова ћерка Софија Копола као сестра Пеги Сју, Ненси; и његовог нећака Николаса Кејџа као Пегиног дечка и тада отуђеног мужа Чарлија. (Кејџ је касније рекао да никада није желео да игра ту улогу, али га је Копола више пута питао; пристао је да преузме улогу само ако би могао да је одигра на претерани начин.) 

### Снимање
Кетлин Тарнер је изјавила да је Френсис Форд Копола био уговорно обавезан да заврши филм на време или да изгуби привилегију финалног реза. Сходно томе, глумци и екипа радили су двадесет сати дневно, шест дана у недељи, да би филм на време испоручили у студио.
Тарнер је више пута говорила о потешкоћама у раду са колегом Николасом Кејџом (Кополиним нећаком). У својим мемоарима из 2008. написала је да:
| „ | Он је изазвао толико проблема. Два пута је хапшен због вожње у пијаном стању и, мислим, једном због крађе пса. Наишао је на чиваву која му се допала и ставио је у своју јакну. Последње ноћи снимања, ушао је код мене након што је очигледно био јако пио. Пао је на колена и питао да ли бих икада могала да му опростим. Рекла сам, "Не сада. Морам да снимим сцену. Извините", и само изашао. Николас није успео да убије филм, али му није ни много додао. Годинама, кад год бих га видела, он би се извинио за своје понашање. Рекао би: "Види, преболео сам то." Али нисам наставила са идејом да поново радим с њим." | ” |

Тарнер је такође критиковала Кејџа због његове одлуке да носи уметне зубе и да за свој лик усвоји назалну фризуру. Током интервјуа 2018. године, Тарнер је прокоментарисала Кејџов назални глас да:
| „ | "Било је тешко не рећи, 'Прекини'". Али није био мој посао да кажем другом глумцу шта треба, а шта не. Па сам отишала код Френсиса [Форда Кополе]. Питала сам га: 'Ви сте одобрили овај избор?' Било је веома дирљиво. Он [Николас Кејџ] је био веома тежак на снимању. Али режисер је дозволио оно што је Николас желео да уради са својом улогом, тако да нисам био у позицији да радим много осим да се играм са оним што ми је дато. Ако ништа друго, то [Кејџов портрет] само је додатно илустровало разочарање мог лика прошлошћу. Како сам то видео, да, он је био тај сероња." | ” |

Године 2008, као одговор на Тарнерове тврдње да је возио пијан и украо чиваву, Кејџ ју је тужио за клевету и победио. У замену је добио јавно извињење од Тарнерове, признање њеног издавача да су тврдње лажне и клеветничке, и обећање да ће Тарнер и издавач дати значајну донацију у добротворне сврхе.

## Приказивање и пријем
Пеги Сју се удала добила је позитивну реакцију критичара, јер тренутно има 86% рејтинга на Роттен Томатоесу на основу 28 рецензија. Консензус сајта гласи: „ Пеги Сју се удала можда изгледа само још један у низу филмова о носталгији 80-их, али нико од осталих нема сјајну главну улогу Кетлин Тарнер."  Рита Кемплеи из Вашингтон поста дала је позитивну рецензију филму, али је написала о Кејџовом наступу: „Оно што квари филм, осим оштре уводне и претерано коришћене теме, јесте гадна изведба Николаса Кејџа као Чарлија. Он то назива надреалним, 'врстом цртане глуме.' Па, он те некако подсећа на Џугхеда.“ 
Филм је почео са 6.942.408 долара и на крају зарадио 41.382.841 долара у САД. Био је то први успех на благајнама Кополе од Аутсајдера.
Поред три номинације за филм Оскара и Тарнерове на додели награда Сен Џорди, Тарнер је 1986. године освојила награду за најбољу глумицу америчког Националног одбора за ревизију филмова. Овај филм се појавио на Сискеловој и бертовој листи најбољих од 1986. године.
Листе Америчког филмског института
- 100 година АФИ-ја... 100 комедија – Номинован [16]
- АФИ-јевих 10 топ 10 – номиновани фантастични филм [17]

## У популарној култури
Новосадски кантаутор Ђорђе Балашевић је у песми Сапутник певао ове стихове:
Где је моја Пеги Су?
Није овде, рекли су 

Они су одселили, немој звати 

Остао је само лик  

Мали верни сапутник  

Мали свитац сребрни  

Да ме прати

## Музичка адаптација
Филм су адаптирали Лајхтлинг и Сарнер у целовечерњу музичку позоришну продукцију која је отворена у лондонској позоришној четврти Вест Енд 2001. Упркос солидним критикама  и неколико милиона фунти унапред, 11. септембар је приморао представу да се затвори раније.